# Leonard Erskine Hill
Leonard Erskine Hill FRS (Bruce Castle, Tottenham, 2 de junho de 1866 – Corton, Suffolk, 30 de março de 1952) foi um fisiologista britânico. Foi eleito Membro da  Royal Society em 1900. Pai do epidemiologista Austin Bradford Hill e filho de George Birkbeck Norman Hill.